# 副乾酪乳桿菌
副乾酪乳桿菌（學名：Lactobacillus paracasei），常以其縮寫稱呼為LP菌，是一種革蘭氏陽性菌，乳桿菌屬中的一菌種。
為常見的益生菌。副乾酪乳桿菌以偏利共生形式運作。常見於與人類相關的棲息地，包括人體內的腸道、口腔，以至人體外的糞渠、青貯飼料及前述的奶製品。正如「乳桿菌」這名字所指，本菌種有著與芽孢桿菌屬相似的桿狀形態，寬約2.0到4.0μm，長約0.8到1.0μm。
1989年，透過DNA-DNA分子交雜法的結果，科學家將NCDO 151（=ATCC 25302）菌株從乾酪乳桿菌分離出來。
現時，科學家從不同的環境中分離出34種不同的菌株，當中有16種是從奶製品分離出來，10種從植物分離出來，8種從人類或其他動物的消化道分離出來。副乾酪乳桿菌在進入體外胃腸道運轉(GIT)試驗前，如經過長時間的冷藏，對於菌株的細胞耐受力並不會造成影響。本物種無論是從基因型或從表型都難以從其他諸如乾酪乳桿菌或鼠李糖乳桿菌（Lactobacillus rhamnosus）等其他物種分辨過來。然而，科學家還是可以透過這些菌的發酵譜來將之分辨開來。本菌種專門用於生物食品處理程序，以及用於製作營養補充劑，特別是幫助有消化道不適的病患。
儘管益生菌被認為是安全的，但它們可能引起細菌與宿主的相互作用以及對健康的不利影響。在某些情況下，使用益生菌可能會導致菌血症。現時尚未確定益生菌療法的益生菌菌株、使用頻率、劑量和持續時間之間的關係。

## 生理学
副乾酪乳桿菌在生理学屬於革蘭氏陽性菌，兼性異發酵，非芽孢形成的微生物。副乾酪乳桿菌的細胞通常為桿棒狀，大小範圍為寬度2.0μm至4.0μm，長度0.8至1.0μm。這種生物體是不運動的。副乾酪乳桿菌細胞通常具有方形末端，並且可以單一形式或鏈狀存在。
副乾酪乳桿菌的最佳生長溫度範圍是
在10至37°C。當溫度超過40°C，乳桿菌就不會再生長。然而，即使在最高溫度72°C下，乳桿菌仍然可存活約40秒。由於副乾酪乳桿菌是兼性異發酵的：大多數菌株會產生乳酸。
副乾酪乳桿菌是正常人類腸道菌群的一部分。副乾酪乳桿菌無論是在人類胃腸道或一般的植物，均為其常見的棲所。天然發酵的蔬菜、牛奶和肉也類可能含有副乾酪乳桿菌副乾酪乳桿菌在冷藏(4 °C)下儲存，明顯比儲存在非冷藏環境下(22°C)有較高的存活能力。將益菌冷凍保存在攝氏零下 -20 度C和 -70 度C下，對益菌生存力的不利影響比儲存在攝氏 7 度C下要少得多。副乾酪乳桿菌8700：2菌株已從健康的人的胃腸道黏膜和糞便中分離出來。8700:2菌株可分解果寡糖和菊粉，而菌株同時可在兩者上快速生長並產生乳酸作為最終產物。

## 系統發生學
副乾酪乳桿菌屬於細菌界，它是厚壁菌門芽孢桿菌綱乳桿菌目乳桿菌科的物種。關於副乾酪乳桿菌（L. paracasei）與乾酪乳桿菌（L. casei）的命名爭論非常激烈，因為資料庫中這兩種菌株許多有用的序列資料被錯誤標記。1989年，有人提議將副乾酪乳桿菌指定為一個亞種（paracasei），以表明兩個物種為DNA同源。如此代表它們的名字在科學文獻中可以互換使用。16S 核糖體RNA序列同源性證實了這些物種之間的相關性，但核心基因組系統發育證實了幾個密切相關的物種Lc. casei、Lc. paracasei、Lc. rhamnosus（鼠李糖乳桿菌）與Lc. zeae（玉米乳桿菌）其實是不同的物種。
從歷史上看，副乾酪乳桿菌與其他乳酸桿菌之間的差異是基於生化特性。乾酪乳桿菌、副乾酪乳桿菌和鼠李糖乳桿菌之間有大約90%的序列同一性。但是，有一些區分標準通常用於區分它們。這些差異標準包括營養需求和生長環境。已發現副乾酪乳桿菌與其他乳桿菌有特定差異，因為它具有一定的耐熱性，在成熟的奶酪中生長良好，並且具有高蛋白酶解活性。

## 基因組學
副乾酪乳桿菌的基因組包含環狀DNA，並且在分離的不同菌株之間略有不同。平均而言，基因組有2.9至3.0百萬個鹼基對（通常縮寫為Mb）。它的GC含量在46.2%到46.6%之間，預計編碼大約2800到3100個蛋白質。這些菌株的基因組差異在於不同的細胞外膜、分泌蛋白和多醣。許多常見的編碼蛋白質是細胞表面相關的細胞壁水解酶，可保護細胞免於凋亡。這些酶已被證明可為人類上皮組織細胞提供細胞保護。
使用多位點序列分型（MLST）和擴增片段長度多態性（AFLP）可評估不同副乾酪乳桿菌基因組的遺傳多樣性。MLST是一種通過使用生物體必需基因的DNA片段對微生物進行分類的技術。AFLP是一種聚合酶連鎖反應（PCR）工具，用於DNA分析，使用限制酶和配體擴增所需的DNA片段。

## 醫學和臨床研究
副乾酪乳桿菌已被鑑定為具有益生菌性質的細菌。

### 過敏性呼吸道疾病(過敏性鼻炎、結膜炎與氣喘)
副乾酪乳桿菌LP-33菌株治療過敏性鼻炎提供了有益的臨床和免疫學作用的重要證據。
副乾酪乳桿菌BRAP01菌株 是誘導台灣個體產生γ-干擾素 (IFN-γ)/介白素-10(IL-10) 的主要菌株。

副乾酪乳桿菌 HB89菌株 可減輕「細懸浮微粒( PM 2.5)」刺激的呼吸道過敏。

對於過敏性鼻炎(AR)，每日口服100億以上菌數(1x1010CFU)的副乾酪乳桿菌(食用前均保存於4°C中)並持續食用8週的時間，可改善鼻搔癢(AR的關鍵臨床特徵)並減少促發炎介質 IL-5 分泌。

### 異位性皮膚炎、蕁麻疹
口服副乾酪乳桿菌KBL382菌株可顯著減少與 異位性皮膚炎(AD) 相關的皮膚損傷、表皮增厚、免疫球蛋白 E 的血清水平和免疫細胞浸潤。

### 流行性感冒
口服熱滅活的 副乾酪乳桿菌MoLac-1菌株增加了脾臟中 NK 細胞的比例，並改善了小鼠 流行性感冒病毒(IFV) 感染的症狀。

### 普通感冒
副乾酪乳桿菌MCC1849菌株  有可能提高易感受試者對普通感冒感染的抵抗力，並保持理想的情緒狀態，即使在精神壓力條件下也是如此。

### 新型冠狀病毒感染
副乾酪乳桿菌DG 菌株顯著誘導了參與保護性抗病毒免疫的基因表達，並阻止了由 SARS-CoV-2 感染引發的促炎基因的表達。

### 發炎性腸道疾病
包含副乾酪乳桿菌的活菌製劑可與常規療法結合使用，以治療潰瘍性結腸炎。
副乾酪乳桿菌的D3-5菌株經過「熱殺」（heat killed）後，其細胞壁會析出脂磷壁酸，可改善實驗鼠與衰老相關的腸道滲出、炎症，並改善其身體和認知功能。

### 齲齒
除了各種和消化道相關的病變，2011年，副乾酪乳桿菌首次用於預防龋齿。這是因為副乾酪乳桿菌能夠識別變形鏈球菌，使其附著並導致結塊，而變形鏈球菌因此無法再附著在牙齒上，而會被唾液沖洗掉或在刷牙時被除去。

### 腹瀉
副乾酪乳桿菌已被證明可抑制大腸桿菌的细菌活性，而大腸桿菌是引致腹瀉的常見菌種，因此副乾酪乳桿菌被應用於治療腹瀉。包含副乾酪乳桿菌的活菌製劑可與常規療法結合使用，以治療溃疡性结肠炎。一項系統綜述為副乾酪乳桿菌LP-33菌株治療變應性鼻炎提供了有益的臨床和免疫學作用的重要證據。

### 幽門螺旋桿菌感染
副乾酪乳桿菌顯示出對幽門螺旋桿菌的抑菌和殺菌活性。

### 大腸激躁症
副乾酪乳桿菌可減輕胃腸道症狀的嚴重程度，並改善某些大腸激躁症(IBS) 亞型個體的心理健康。

### 癌症
胃癌和結腸癌細胞的凋亡和生長易受已熱滅活和有活力的IMPC2.1菌株的影響。

## 健康問題
腸道微生物群的操縱很複雜，可能會導致細菌與宿主的相互作用。儘管益生菌被認為是安全的，但當它們通過口服用藥時，存在活菌從胃腸道進入內臟（細菌易位）和隨後菌血症的風險，這可能導致不利的健康後果。有些人，如免疫功能受損、短腸綜合症、中心靜脈導管、心臟瓣膜疾病和早產兒，可能面臨更高的不良事件風險。
目前，益生菌治療的益生菌菌株、頻率、劑量和持續時間尚未確定。活菌可能不是必需的，因為益生菌的有益作用似乎是由它們的DNA和分泌的可溶性因子介導的，其治療效果可以通過全身給藥而不是口服給藥來獲得。

## 歷史
乳酸菌（Lactic Acid Bacteria；一般縮寫作）是在1900年代初進行分類和分組的。牠們受到注意，主要是由於科學家觀察到這些細菌在不同食品（尤其是乳製品）中的相互作用。1991年，荷蘭微生物學家马丁努斯·威廉·拜耶林克從之前已知的LAB組中分離出了革蘭氏陽性細菌，就是乳酸桿菌。
副乾酪乳桿菌最近已被歸類為乾酪乳桿菌益生菌群組的成員。但是，在生物分类学上，其具體位置並不明確。1996年，Dicks, Duplessis, Dellaglio & Lauer提出副乾酪乳桿菌
並不是一個獨立的物種。

## 外部連結
- Type strain of Lactobacillus paracasei at BacDive -  the Bacterial Diversity Metadatabase （页面存档备份，存于）